# Дроздов Юрій Олексійович
Юрій Олексійович Дроздов (рос. Юрий Алексеевич Дроздов, нар. 16 січня 1972, П'ятигорськ) — російський футболіст, що грав на позиції флангового півзахисника. По завершенні ігрової кар'єри — тренер. Наразі входить до тренерського штабу команди «Спартак-Нальчик».[коли?]

## Клубна кар'єра
У дорослому футболі дебютував 1988 року виступами за команду клубу «Машук-КМВ», в якій провів один сезон, взявши участь лише у 2 матчах чемпіонату. 
Згодом з 1989 по 1992 рік грав у складі московських команд «Зірка» та «Динамо».
Своєю грою за останню команду привернув увагу представників тренерського штабу клубу «Локомотив» (Москва), до складу якого приєднався 1993 року. Відіграв за московських залізничників наступні десять сезонів своєї ігрової кар'єри. Більшість часу, проведеного у складі московського «Локомотива», був основним гравцем команди. За цей час виборов титул чемпіона Росії, ставав володарем Кубка Росії (чотири рази), володарем Суперкубка Росії.
Протягом 2003—2008 років захищав кольори «Аланії», казахського «Женіса», «Хімок» та «Витязя» (Подольськ).
Завершив професійну ігрову кар'єру у другій команді московського «Локомотива» (Москва), за яку виступав протягом у 2009 році.

## Виступи за збірні
1991 року став бронзовим призером чемпіонату світу серед молодіжних команд у складі молодіжної збірної СРСР.
Протягом 1992–1994 років  залучався до складу молодіжної збірної Росії. За цю команду зіграв у 15 офіційних матчах, забив 2 голи.
1999 року дебютував в офіційних матчах у складі національної збірної Росії. Протягом кар'єри у національній команді, яка тривала усього 3 роки, провів у формі головної команди країни 11 матчів.
Найвизначнішою грою Дроздова у формі збірної був відбірковий матч до Євро-2000, який відбувся 9 жовтня 1999 року на переповнених «Лужниках» між збірними України та Росії. У цій грі Дроздов вдало протистояв форварду українців Андрію Щевченку, проти якого грав персонально. Зірковий нападник не мав жодного гольового моменту з гри, забивши, втим, вирішальний м'яч гри (закінчилася нічиєю 1:1) зі штрафного.

## Кар'єра тренера
Розпочав тренерську кар'єру невдовзі по завершенні кар'єри гравця, 2010 року, увійшовши до тренерського штабу клубу «Локомотив-2» (Москва).
В подальшому працював з командами клубів «Сахалін» та «Краснодар».
З 2014 року входить до тренерського штабу команди «Спартак-Нальчик».

## Титули і досягнення
- Чемпіон Росії (1):

«Локомотив» (Москва):  2002
- Володар Кубка Росії (4):

«Локомотив» (Москва):  1995–96, 1996–97, 1999–00, 2000–01
- Володар Суперкубка Росії (1):

«Локомотив» (Москва):  2003